# Павловский, Ян Ромео
Ян Ромео Павловский (пол. Jan Romeo Pawłowski; род. 23 ноября 1960, Бискупец, Польша) — польский прелат и ватиканский дипломат. Титулярный архиепископ Сейны  с 18 марта 2009. Апостольский нунций в Габоне и Республике Конго с 18 марта 2009 по 7 декабря 2015. Делегат папских представительств с 7 декабря 2015 по 17 декабря 2020. Секретарь по папским представительствам с 17 декабря 2020 по 1 декабря 2022. Апостольский нунций в Греции с 1 декабря 2022.